# Chen Baosheng
Chen Baosheng, en chino simplificado 陈宝生 (Lanzhou, provincia de Gansu, 1956), es un economista y político afiliado al Partido Comunista de China que fue Ministro de Educación de la República Popular China.

## Trayectoria
De 1978 a 1982, se especializó en economía política en la Universidad de Pekín. Trabajó sucesivamente como director del departamento económico del comité provincial de Gansu del Partido Comunista de China, subdirector y director de la oficina de investigación de políticas del gobierno provincial de Gansu, subdirector y director del centro de investigación de desarrollo del gobierno provincial, subsecretario general del gobierno provincial y secretario del comité del partido de la prefectura de Jiuquan.
En abril de 2002, fue nombrado miembro del comité permanente del comité provincial del partido de Gansu y, al mismo tiempo, fue ministro del departamento de propaganda.
En noviembre de 2004, se convirtió en secretario del comité municipal de Lanzhou del Partido Comunista de China y fue elegido director del comité permanente de la asamblea popular municipal en marzo del año siguiente.
En junio de 2008, pasó al comité central y fue vicepresidente de la escuela del partido del comité central del Partido Comunista de China. Los siguientes dos secretarios del partido de Lanzhou, Lu Wucheng y Yu Haiyan, fueron despedidos debido a la corrupción. Durante el mandato de Chen Baosheng como vicepresidente de la escuela central del partido, el presidente esta era Xi Jinping, quien entonces era miembro del comité permanente del Buró Político del Comité Central del PCCh y secretario de la Secretaría del PCCh.
El 20 de marzo de 2013 fue secretario del comité del partido y vicepresidente de la Escuela Nacional de Administración.
En julio de 2016, fue Ministro de Educación y secretario del grupo de dirección del partido.
En marzo de 2018 fue reelecto como ministro de educación, pero obtuvo solo 2908 votos a favor, la menor entre todos los miembros del consejo de estado; 47 votos en contra y 14 abstenciones.
El 20 de agosto de 2021, Chen Baosheng, que cumplió 65 años, fue destituido del cargo de Ministro de Educación. En septiembre del mismo año, fue agregado como miembro del 13º comité nacional de la conferencia consultiva política del pueblo chino y subdirector del comité de cultura, historia y estudio del comité nacional.

## Controversias

### Polémica por la supresión de los libros de texto de historia
A principios de enero de 2018, se informó en Internet que un nuevo conjunto de libros de texto de historia para escuelas secundarias organizadas por el Ministerio de Educación de China, lo que causó una gran controversia debido a la eliminación y modificación del contenido de la Revolución Cultural.

### Controversia del discurso
El 9 de diciembre de 2016, Chen Baosheng publicó un artículo en la revista "Ziguangge" patrocinado por el comité de trabajo de órganos estatales del comité central del Partido Comunista de China, abogando por la necesidad de fortalecer el liderazgo del trabajo ideológico en el sector educativo, y declaró que “la infiltración de fuerzas hostiles es la primera prioridad. Es el sistema educativo, el campus, el que se elige”. Después de que se publicó este artículo, algunos académicos lo cuestionaron. El profesor Zhang Ming de la Universidad Renmin de China publicó una pregunta retórica en Weibo: "Dado que el sector de la educación es el foco de infiltración de fuerzas hostiles, ¿puede decir que esta fuerza hostil incluye ¿Qué países? ¿Qué porcentaje de docentes son los elementos hostiles en el sector educativo y quiénes son? " El 12 de diciembre, el erudito Cai Shenkun también publicó un comentario titulado "¿Quién es la "fuerza hostil" de China" en los titulares de Sina Finance, contrarrestando el argumento de Chen Baosheng. El artículo decía sarcásticamente: "En China, las 'fuerzas hostiles' siempre pueden encontrar oportunidades para explotar, que van desde cuestiones étnicas hasta luchas de poder en la cima, tan pequeñas como la protección de los derechos de los ciudadanos o incluso explosiones, incendios, puentes, demoliciones y gestión urbana, y siempre hay voces después. Enviarlo tiene algo que ver con las llamadas "fuerzas hostiles". Incluyendo el smog que respiramos, los alimentos venenosos que comemos, la falta de educación obligatoria y gratuita, la falta de asistencia para enfermedades graves, la falta de seguridad para los ancianos e incluso la imposibilidad de comprar una casa, ver a un médico y leer libros. La corrupción que es evidente para todos puede ser inseparable de las "fuerzas hostiles".